# I Lay My Love on You
«I Lay My Love on You» — песня группы Westlife, изданная в качестве сингла в Европе (за исключением Великобритании и Ирландии) и ряде стран Азиатско-Тихоокеанского региона в поддержку второго студийного альбома группы Coast to Coast. В испанское издание сингла была включена запись «En Ti Deje Mi Amor» — версия песни «I Lay My Love On You» на испанском языке. В азаиатских странах видеоклип на песню возглавил хит-лист MTV Asia.

## Список композиций
1. I Lay My Love On You (Single Remix) — 3:29
2. Dreams Come True — 3:07
3. My Love (Radio Edit) — 3:52
4. Nothing Is Impossible — 3:15

## Позиции в чартах
| Чарт               | Высшая позиция в чарте |
| ------------------ | ---------------------- |
| Австралия          | 29                     |
| Австрия            | 23                     |
| Бельгия (Фландрия) | 35                     |
| Голландия          | 12                     |
| Новая Зеландия     | 24                     |
| Норвегия           | 16                     |
| Швейцария          | 39                     |
| Швеция             | 10                     |